# Andrés Framini
Andrés Framini, (Berisso, 1914 - Buenos Aires, 2001) est un dirigeant syndical et homme politique argentin appartenant au mouvement péroniste. 
D’origine modeste, ouvrier du textile à Buenos Aires, il fut sensibilisé à la question sociale par Perón et devint un péroniste de la première heure, participant notamment le 17 octobre 1945 au rassemblement ouvrier sur la place de Mai pour réclamer la libération de Perón emprisonné. Il exerça comme secrétaire général du puissant syndicat Association ouvrière textile (AOT) entre 1951 et 1955, puis encore de 1959 à 1968. En juin 1955, lors de la tentative de putsch contre le gouvernement constitutionnel, il accourut sur la place de Mai en soutien au président Perón.
Après le coup d’État (réussi) de septembre 1955, Framini jouera sous le subséquent régime militaire dit Révolution libératrice un rôle de premier plan dans la vie politique et syndicale argentine, en particulier dans le processus de « normalisation » du monde syndical impulsé par le nouveau pouvoir. La révolution de palais qui eut lieu à la mi-novembre 1955 et porta au pouvoir l’aile antipéroniste intransigeante de la junte, incarnée par le général Aramburu (aux dépens de l’aile nationaliste catholique plus conciliante, encore prédominante au lendemain du coup d’État et incarnée par Lonardi), exacerba le conflit entre la confédération syndicale CGT, dont Framini avait été élu secrétaire général début octobre, et le nouveau pouvoir ; l’avis de grève générale, durement réprimée, échoua, et plusieurs milliers de syndicalistes, dont Framini, furent jetés en prison. Il prit une part active au soulèvement armé (manqué) du général Valle en 1956, échappant de justesse aux représailles. Réduit à la clandestinité, le syndicalisme péroniste s’efforça de se réorganiser, de maintenir à flot le réseau de ses forces et de donner corps, par un ensemble d’actions (mise sur pied de commissions internes clandestines, grèves en grand nombre, sabotages…), à ce qu’il est convenu d’appeler la Résistance péroniste, dont Framini fut l’un des chefs de file. Il se rallia, en alliance avec les syndicalistes communistes, aux 62 Organisations, l’une des trois fractions dans lesquelles la CGT, mise sous tutelle par le pouvoir, se fragmenta en 1957, et fut à la fin de cette même année l’un des inspirateurs de l’important Programme de La Falda « pour l’indépendance nationale ».
L’issue électorale à laquelle le régime avait dû consentir en 1958 conduisit à l’élection du président Frondizi, qui autorisa les péronistes à concourir aux élections provinciales de 1962, qui vit la victoire des péronistes dans la plupart des provinces, y compris de Framini, candidat au gouvernorat de Buenos Aires. Sous la pression des militaires, le résultat du scrutin fut annulé par Frondizi. 
Dans les années 1960, l’antagonisme entre Framini, fidèle à Perón exilé, et le métallo Vandor, tenté par un « péronisme sans Perón » et disposé aux compromis avec le pouvoir, finit par entraîner la scission des 62 Organisations. N’ayant pas réussi à se faire réélire à la tête de l’AOT en 1968, Framini disparut du devant de la scène, effacement auquel contribua sans doute aussi un simulacre d’enlèvement politique qu’il avait mis en scène lui-même.
Au retour de Perón en 1973, il s’engagea pour un temps dans l’aile gauche du Parti justicialiste, tentant de réduire l’influence au sein de ce parti de López Rega. Dans le collimateur des militaires après le coup d’État de 1976, il dut plonger dans la clandestinité.

## Biographie

### Enfance et jeunesse
Andrés Framini naquit le 2 août 1914 à Berisso, localité ouvrière sise dans la couronne industrielle sud du Grand Buenos Aires et proclamée « capitale provinciale de l’immigrant » en 1978. Dans les années 1930, il débuta dans la vie active comme ouvrier de l'industrie textile, laquelle était alors en pleine expansion et à l’avant-garde du processus d’industrialisation de l’Argentine, pendant cette décennie et la suivante.

### Syndicalisme et péronisme

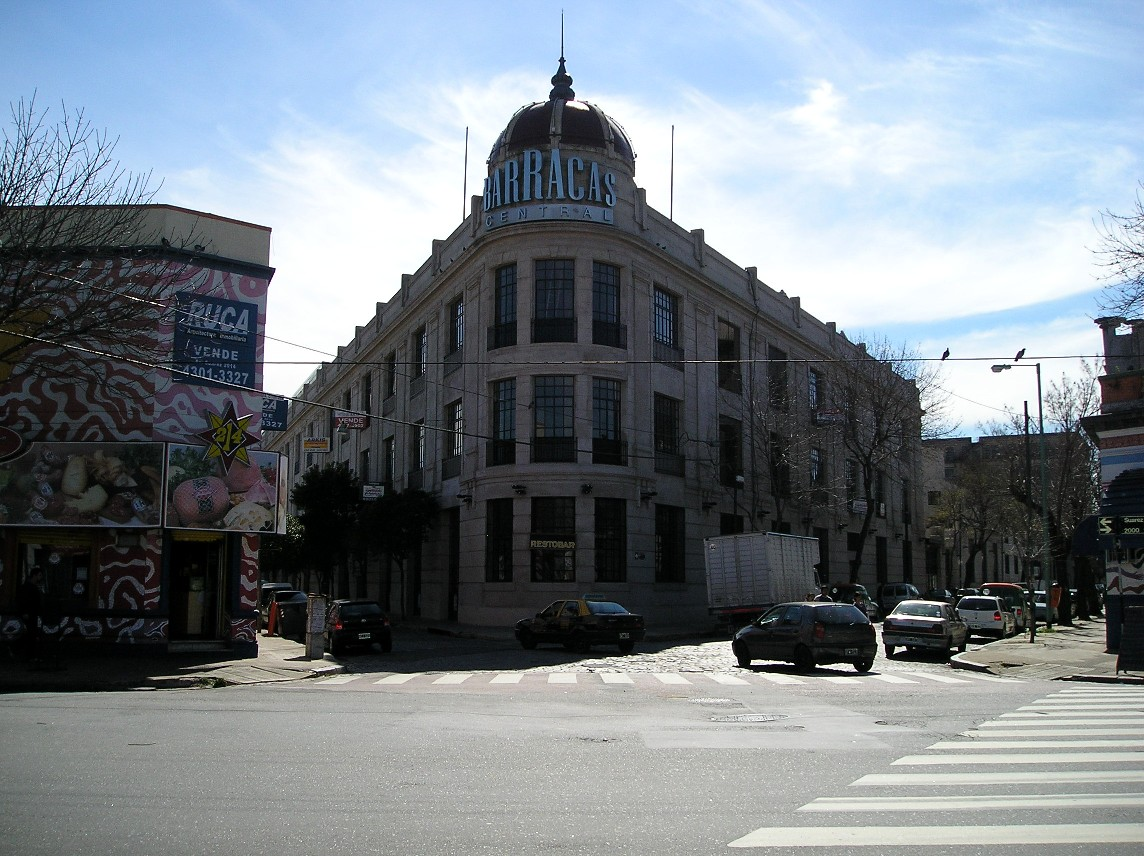
Ancienne usine Piccaluga dans le quartier de Barracas, banlieue sud de Buenos Aires. C’est en se faisant élire délégué syndical dans cette usine que Framini commença sa carrière de dirigeant syndical.

En 1943, dans le cadre du processus politique complexe qu’était le gouvernement militaire dénommé Révolution de 43, une partie du mouvement ouvrier, celle appartenant principalement aux courants socialiste et syndicaliste révolutionnaire, conclut une alliance avec un groupe de jeunes militaires emmené par les colonels Juan Perón et Domingo Mercante. Ce fut à ce moment que Framini s’engagea dans le militantisme syndical :

« Lorsque Perón est apparu en 1945 au secrétariat au Travail et à la Prévoyance, j’étais un jeune ouvrier textile, qui, comme tous les travailleurs, vivait avec de bas salaires, sans protection sociale, avec de longues journées de travail et souvent maltraité par les contremaîtres. Pour moi, cela était la chose normale, je pensais que c’était là la vie de l’ouvrier qu’il m’avait été donné de devenir, et que je n’avais qu’à subir. Perón m’a dit que ce n’était pas vrai, que cela était injuste, qu’il fallait changer cela et qu’on pouvait le changer, si nous nous unissions avec les camarades, dans les syndicats. Ainsi Perón m’a ouvert l’esprit. Depuis lors j’ai su qu’on n’avait pas le droit de m’exploiter. »

— Andrés Framini.
Selon ce qu’il a lui-même relaté, Framini prit part à la mobilisation ouvrière du 17 octobre 1945, considérée comme la date fondatrice du péronisme en tant que mouvement politique. À ce moment, l’Association ouvrière textile (Asociación Obrera Textil, AOT), l’un des syndicats les plus puissants du pays, et appelée à lui faire jouer un rôle de premier plan dans la vie publique, n’avait pas encore été fondée, mais le serait bientôt, une dizaine de jours plus tard.
Framini ne tarda pas à se distinguer comme organisateur syndical, dès après qu’il eut été élu délégué de l’entreprise textile F. Piccaluga y Cia, l’une des entreprises pionnières de l’industrie argentine, qui possédait des ateliers de fabrication dans le quartier de Barracas, dans le sud de l’agglomération de Buenos Aires, et où, historiquement, le syndicalisme textile avait émergé sous la conduite du socialiste Lucio Bonilla,. 
En 1953, alors qu’il défendait une position opposée à celle de la direction du syndicat, Framini parvint à supplanter les dirigeants d’alors et fut nommé secrétaire général de l’AOT. 
Le 16 juin 1955, Framini accourut à la place de Mai pour manifester son soutien au président Juan Perón, face à la tentative (avortée) de coup d’État militaire déclenchée ce même jour, tentative lors de laquelle les putschistes s’employèrent, avec des avions de guerre de l’aéronavale, à bombarder et à mitrailler la foule sur la place de Mai, causant la mort de plus trois centaines de personnes,.

### Chef de file de laRésistance péroniste

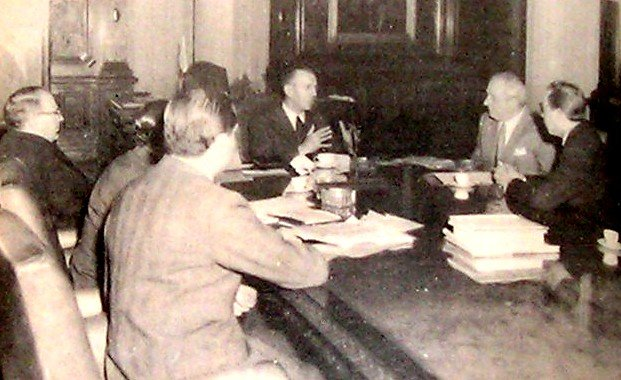
La CGT en réunion avec Lonardi en 1955. À gauche, Luis Cerrutti Costa, ministre du Travail ; au centre, le président de facto, le général Lonardi ; à droite, Luis Natalini et Andrés Framini, dirigeants de la centrale syndicale CGT.

Le 16 septembre 1955, quelques semaines après le bombardement de la place de Mai survenu en juin, le président Juan Domingo Perón fut renversé par un nouveau coup d’État militaire, prélude à la dictature autodénommée Révolution libératrice. Le régime militaire issu du putsch donna le coup d’envoi à une longue période de mise hors la loi et d’ostracisme à l’encontre du péronisme, qui devait se prolonger jusqu’aux élections de 1973 et à quoi les militants péronistes s’efforceront de faire opposition par un ensemble d’actions connu sous la désignation Résistance péroniste (ou Deuxième Péronisme) ; c’est tout au long de cette période qu’Andrés Framini jouera un rôle de premier plan dans la vie syndicale et politique argentine, ne cessant de condamner la persécution du mouvement ouvrier et la proscription du péronisme après 1955. Ainsi prit-il la tête de la CGT Auténtica, qui fut la première tentative de réorganiser le mouvement ouvrier péroniste après la répression, les exécutions et les emprisonnements auxquels s’étaient livrés les dictateurs Pedro Eugenio Aramburu et Isaac Rojas.
La dictature autodénommée Révolution libératrice était tiraillée par deux tendances politiques : celle des nationalistes catholiques, emmenés par le général Eduardo Lonardi, et celle des libéraux de droite, avec à leur tête le général Aramburu et l’amiral Rojas. Les nationalistes catholiques acceptaient nombre des conquêtes sociales obtenues sous le gouvernement de Perón et n’adoptaient pas une position frontalement opposée au péronisme. Les libéraux de droite, en revanche, se proposaient d’abroger les mesures sociales décidées par Perón et s’étaient ancrées dans une attitude résolument antipéroniste. Dans les débuts de la dictature, les deux camps se tenaient en équilibre, Lonardi exerçant comme président de facto, et Rojas comme vice-président de facto.
Dans cette première période, le mouvement ouvrier péroniste s’évertua à manœuvrer en exploitant les dissensions entre les deux fractions militaires, pour obtenir des avantages et gagner du temps pour se réorganiser ; pendant ce temps, les syndicats officiels étaient tenus par des groupes non péronistes appuyés par les militaires (socialistes, anarcho-syndicalistes, radicaux, indépendants), raison pour laquelle cette période viendra à être appelée Entente cordiale. 
Le 5 octobre, le comité directeur de la CGT démissionna, pour laisser place à une direction provisoire composée notamment de Luis Natalini de la fédération syndicale Luz y Fuerza (à majorité péroniste, regroupant les travailleurs de l’électricité) et d’Andrés Framini. Initialement, l’on avait désigné, pour diriger la CGT, un triumvirat composé d’Andrés Framini (textiles), Luis Natalini et Dante Viel (secteur public), mais le gouvernement militaire repoussa Viel au motif qu’il s’agissait d’un fonctionnaire public,. Les syndicalistes négociaient avec le régime militaire par le biais du ministre du Travail Luis Cerruti Costa, un social-chrétien, avocat du syndicat de métallurgistes Union ouvrière métallurgique (Unión Obrera Metalúrgica, UOM), qui avait été péroniste jusqu’en 1947. Le lendemain de leur accession à la direction de la CGT, Framini et Natalini signèrent un pacte formel avec le ministre Cerruti Costa, par lequel le gouvernement reconnaissait les autorités de la CGT et s’engageait à nommer, pour surveiller les syndicats, des interventeurs impartiaux ; dans les syndicats devaient se tenir des élections démocratiques avant 120 jours. En contrepartie, Framini et Natalini firent quelques concessions, comme p.ex. la suppression, dans le préambule des statuts de la CGT, de la déclaration d’adhésion à la doctrine péroniste, et le renoncement au 17 octobre, Jour de la Loyauté péroniste, comme jour férié.
Néanmoins, vers la fin du mois d’octobre, les tensions s’exacerbèrent, quand le régime militaire du président de facto Aramburu, qui avait pris la succession de Lonardi, s’appliqua à installer, par le moyen de l’intervention gouvernementale directe, des comités de direction non péronistes dans les syndicats, et que la CGT fit en réaction monter sa pression sur le gouvernement afin qu’il s’abstînt d’intervenir dans les syndicats. Le 26 octobre 1955, lors d’une réunion avec le ministre du Travail, Framini requit celui-ci de cesser d’appuyer les factions d’opposition dans les syndicats, sous la menace de décréter une grève générale. Cerruti Costa rejeta cette exigence syndicale et laissa sans effet l’accord signé avec la CGT. Les nouvelles règles énonçaient à présent la caducité des mandats des dirigeants de la CGT et des syndicats, et prévoyaient la tenue d’élections syndicales contrôlées par les forces armées.
Entre-temps, l’attitude offensive adoptée par la CGT avait porté la fraction libérale de droite du régime militaire à réagir et à reserrer son emprise sur le gouvernement. Le 1er novembre 1955, la marine alla même jusqu’à occuper le ministère du Travail dans l’intention de déclencher une action répressive contre le syndicalisme péroniste. Cerruti Costa résista à la pression et parvint, avec le soutien de Lonardi, à s’accorder avec Framini et Natalini sur un nouveau pacte, aux termes duquel les autorités de la CGT seraient à nouveau reconnues ; il fut convenu d’autre part de désigner d’un commun accord les interventeurs syndicaux chargés de procéder à la normalisation.
Ce nonobstant, le secteur libéral de droite revint à la charge le 11 novembre, après que le gouvernement militaire eut mis en place la Commission consultative nationale (Junta Consultiva Nacional), présidée par l’amiral Rojas et composée des hautes personnalités politiques que la plupart des partis anti-péronistes y avaient mandatées. Deux jours après, une révolution de palais éclata qui écarta du pouvoir le général Lonardi et installa au titre de nouveau président de facto le libéral de droite Pedro Eugenio Aramburu.
La CGT réagit en décrétant une grève générale pour les 15, 16 et 17 novembre. Aussitôt, le régime militaire d’Aramburu fit jeter en prison plus de 9 000 dirigeants syndicaux, y compris Framini et Natalini. En raison de ces incarcérations massives, l’appel à la grève ne fut guère suivi que dans quelques districts et villes à forte concentration ouvrière comme Avellaneda, Berisso et Rosario, et dut être levé dès le lendemain. La CGT et la plupart des syndicats subirent une intervention des militaires et le nouveau régime dictatorial mit en marche une vigoureuse politique répressive, complétée de plusieurs décrets qualifiant de délit le fait de nourrir des idées péronistes, voire de seulement mentionner le nom de l’ancien président Juan Perón, délit passible de peines de prison jusqu’à six ans pour les contrevenants.
Des années plus tard, Framini évoqua ainsi cette période:

« Après qu’Aramburu avait pris ses fonctions à la Présidence, j’ai declaré trois journées de grève. Ils sont venus me chercher dans ma maison à Lugano. J’ai alors dit à mon épouse : « Je vais au commissariat de police et je reviens... ». J’ai tardé neuf mois avant de le faire. Quatre ans se sont passés pour moi à être tantôt fugitif, tantôt détenu. C’était souvent pire d’être fugitif que d’être prisonnier. »

— Andrés Framini.
Les syndicats et la CGT ayant subi l’intervention gouvernementale, le syndicalisme péroniste s’efforça de se réorganiser en s’appuyant sur ses sympathisants dans les usines et les zones industrielles, par la mise sur pied de commissions internes clandestines et le recours aux grèves et aux sabotages ― le canevas de base de ce qui serait ensuite désigné par Résistance péroniste (Resistencia Peronista). C’est là que surgit toute une nouvelle génération de responsables syndicaux, tels que le métallurgiste Augusto Timoteo Vandor et le travailleur du textile Juan Carlos Laholaberry, lequel sera pendant de longues années l’associé syndical de Framini, avant de le supplanter à la direction de l’AOT en 1968. Fin 1956, libre à nouveau, Framini fut à l’origine de la création d’un centre de coordination syndicale, qu’il nomma CGT Auténtica, qui ne sera pas reconnue par le régime militaire. Auparavant, d’autres groupes avaient déjà tenté des expériences similaires, comme la CGT Única e Intransigente et le Comando Sindical. Cette année-là, dans la clandestinité, le syndicalisme péroniste organisa 52 mouvements de grève, auxquels participeront 853 994 travailleurs, un des nombres les plus élevés, proportions gardées, de l’histoire de l’Argentine.
Framini, qui œuvrait dans la clandestinité, figura à cette époque comme l’un des principaux dirigeants de la Résistance péroniste. À ce titre, il fut l’un des organisateurs du soulèvement civico-militaire avorté du 9 juin 1956, que dirigeait le général Juan José Valle et qui fut durement réprimé, en particulier par l’exécution de 27 civils et militaires, en ce compris les douze exécutions clandestines de León Suárez. Framini avait été, aux côtés du responsable syndical métallurgiste Armando Cabo et les généraux Valle et Raúl Tanco, l’un des quatre hommes à la tête de l’insurrection, qui se donna pour nom Mouvement de restauration nationale du Neuf-Juin (Movimiento de Recuperación Nacional 9 de Junio). Pendant les événements, Framini se tenait au QG du soulèvement, installé à Avellaneda, dans une maison sur la rue Alsina, en face de la place Alsina. Il a été affirmé que s’il avait été trouvé par le régime militaire, Framini aurait assurément figuré sur la liste des fusillés.

### Réorganisation syndicale et les 62 organisations
En cohérence avec la politique du gouvernement militaire tendant à mettre à la tête des syndicats des comités de direction non peronistes, l’intervention militaire dans l’Association ouvrière textile (AOT) sera favorable à Lucio Bonilla, ancien dirigeant de la fraction qui, au sein de l’Union ouvrière textile (UOT), était dominée par le camp socialiste et s’opposait à la fraction dominée par les communistes (les deux anciennes UOT avaient été dissoutes en 1946, afin de pousser ses membres à rejoindre l’AOT, fondée l’année précédente). Malgré cela, aux élections normalisatrices tenues en 1957, la liste socialiste fut battue par une alliance entre péronistes et communistes ; compte tenu que Framini n’avait pas été légalement habilité par le gouvernement militaire à présenter sa candidature, c’est Juan Carlos Loholaberry qui fut élu secrétaire général.
En août 1957, le gouvernement militaire organisa le congrès normalisateur de la CGT, sous la présidence de l’interventeur à la centrale, le capitaine de vaisseau Alberto Patrón Laplacete. Framini fut délégué à ce congrès par l’AOT et en sera l’une des figures clef. Lors de ce congrès, le péronisme conclut des alliances avec les communistes et avec les syndicalistes indépendants, dans le dessein de prévenir la victoire des secteurs syndicaux favorables au régime militaire. Au moment où cette alliance fut en passe d’obtenir la majorité lui permettant d’avoir la main sur les accréditations des délégués, les délégués officialistes (proches du pouvoir en place) se retirèrent, en sorte que le quorum du congrès ne fut pas atteint, par suite de quoi le congrès échoua. Le résultat en fut la scission de la CGT en trois grandes fractions syndicales :
- les 62 Organisations, initialement composées de péronistes et de communistes, jusqu’à ce que ces derniers se séparent à leur tour, peu de temps après ;
- les 32 Comités syndicaux démocratiques (socialistes et radicaux) ;
- les 19 Organisations communistes (séparées entre-temps d’avec les 62) et indépendantes, fraction qui allait se dissoudre l’année suivante pour fonder le MUCS (acronyme de Movimiento de Unidad y Coordinación Sindical), d’orientation communiste[9],[10].

Cette même année, les fractions syndicales péroniste et communiste déclarèrent conjointement deux grèves générales, le 27 septembre et les 22 et 23 octobre 1957, avec pour revendications notamment la remise en liberté des syndicalistes emprisonnés, la levée de l’état de siège, l’abrogation du décret de gel des salaires et la reprise du congrès de la CGT,.
En novembre 1957, Framini participa à l’Assemblée plénière nationale des délégations régionales de la CGT et des 62 organisations, qui se tint à La Falda (province de Córdoba) et où fut approuvé le célèbre Programme de La Falda « pour l’indépendance économique ».
En 1958, Framini partagea, et soutint activement, le vote péroniste en faveur de la candidature présidentielle d’Arturo Frondizi, en conformité avec le pacte secret conclu entre celui-ci et Juan Perón.
En 1959, durant le mandat présidentiel de Frondizi (1958-1962), Framini fut accusé d’« activités subversives » et détenu sur ordre présidentiel à trois reprises, en vertu des pouvoirs extraordinaires conférés par l’état de siège. Son cas fut dénoncé par la Fédération internationale des travailleurs du textile, du vêtement, du cuir et des peaux (FITTVCP) auprès du Comité sur la liberté syndicale de l’Organisation internationale du travail (OIT), où il fut enregistré sous l’intitulé Affaire 216. Dans son avis, l’OIT recommanda au gouvernement argentin de mettre Framini rapidement à la disposition d’un juge, qui pourrait résoudre sa situation en appliquant la loi commune. La même année, il fut de nouveau élu secrétaire général de l’AOT, fonction qu’il continuera d’exercer jusqu’en 1968.
En octobre 1960, Framini se joignit à la Commission des 20, direction fédérée du mouvement ouvrier, qui était constituée de péronistes et d’indépendants et exigeait le rétablissement de la CGT. Pour mettre le gouvernement sous pression, la Commission des 20 déclencha le 7 novembre une grève générale, qui força le président Frondizi à la recevoir et à lui agréer sa demande le 3 mars 1961.
Par la suite, la CGT sera dirigée par un secrétariat provisoire de huit membres : Andrés Framini (textile), Augusto Vandor (métallurgie), José Alonso (vêtement), Juan Rachini (eaux gazeuses), Arturo Stafolani (La Fraternidad), Héctor Riego Ribas (métiers graphiques), Manuel Carullas (tramways) et Francisco Pérez Leirós (agents municipaux).

### Élection au poste de gouverneur de Buenos Aires

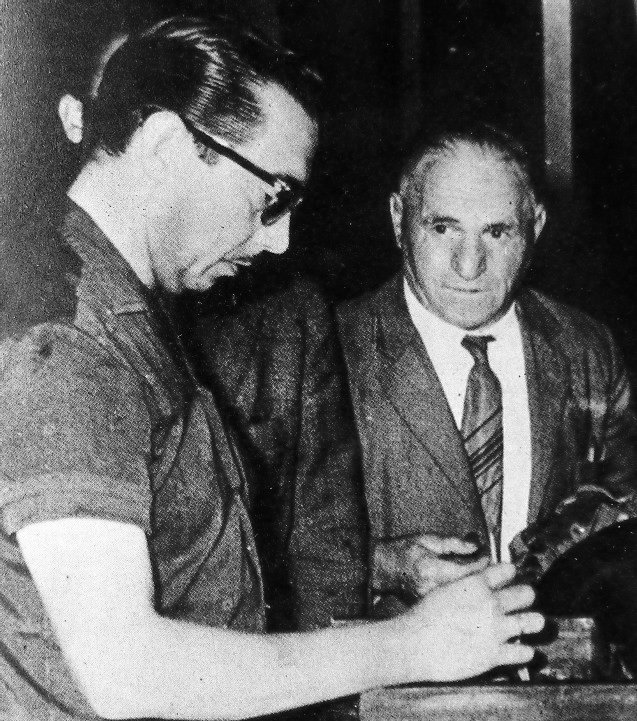
Andrés Framini (à gauche) jetant son bulletin de vote dans l’urne lors des élections de 1962.

Le président Arturo Frondizi autorisa la participation de candidats péronistes aux élections provinciales du 18 mars 1962, il est vrai sous de nouvelles dénominations de parti, telles que Union populaire, Parti travailliste, Tres Banderas, etc. Concernant la province de Buenos Aires, la plus importante du pays, Perón annonça de son exil que pour le gouvernorat de Buenos Aires se présenterait un binôme de candidats composé d’Andrés Framini et de lui-même, comme candidats gouverneur et vice-gouverneur, respectivement. Cette annonce provoqua un tollé chez les militaires et dans les milieux anti-péronistes, et le ministre de l’Intérieur Alfredo Vítolo déclara ne pas vouloir autoriser la candidature de Perón. De même, le juge électoral Leopoldo Isaurralde fit savoir qu’il n’agréerait pas la candidature de Perón, et le cardinal Antonio Caggiano ne manqua de signaler publiquement que Perón avait été excommunié par l’Église catholique. Finalement, le binôme péroniste fut complété par Francisco Marcos Anglada et concourut sous la dénomination d’Unión Popular. Pendant la campagne, un slogan sera utilisé anticipant déjà le retour de Perón au pouvoir : « Framini-Anglada, Perón en la Rosada » (la Rosada = la Casa Rosada, palais présidentiel à Buenos Aires). Le binôme Framini-Anglada reçut également le soutien du Parti socialiste, alors dirigé par Alfredo Palacios, et d’Alicia Moreau de Justo, qui décida de retirer de la course son propre binôme. 
Le péronisme remporta les élections législatives dans neuf des dix-sept circonscriptions où elles se déroulaient, et six gouvernorats : Buenos Aires (élection de Framini), Chaco, Neuquén, Río Negro, Santiago del Estero y Tucumán. Cette victoire péroniste inattendue donna lieu à une réclamation des militaires, laquelle porta le président radical Frondizi à enclencher la procédure d’intervention fédérale contre la province de Buenos Aires, à annuler quelques jours plus tard les élections, puis à appliquer le même traitement à toutes les provinces adverses à son gouvernement, en particulier celles aussi où le péronisme l’avait emporté. Cette intervention pourtant ne suffit pas à éviter le coup d’État qui renversa Frondizi onze jours plus tard, annula les élections et remit en pleine vigueur les anciennes mesures de répression et de proscription contre le péronisme.
En dépit de ce putsch et de l’annulation du scrutin, Framini, accompagné de ses partisans, s’en vint le 1er mai 1962, date à laquelle il devait entrer en fonction comme gouverneur, prendre possession de son poste, et fit dresser procès-verbal du refus du gouvernement de facto de l’investir, ce qui entraîna une violente répression policière.
Trois décennies plus tard, sous le gouvernorat d’Eduardo Duhalde (1991-1999), une loi provinciale reconnut la validité de la victoire électorale d’Andrés Framini et lui octroya en conséquence le titre d’ancien gouverneur de la province de Buenos Aires.

### Framini ou Vandor
Cette même année 1962 en juin, Framini joua un rôle de premier plan lors de l’Assemblée nationale plénière des 62 Organisations, qui se tint à Huerta Grande, dans la province de Córdoba, et où il prononça un important discours. Celui-ci sous-tendra  le programme politique historique qui fut finalement approuvé par cette Assemblée et qui était en résonance avec les postulats des mouvements de libération nationale alors en vogue. Le programme de Huerta Grande comportait les points suivants : 1. Nationalisation de toutes les banques et mise en place d’un système bancaire public et centralisé. 2. Instauration du contrôle de l’État sur le commerce extérieur. 3. Nationalisation des secteurs clef de l’économie : sidérurgie, électricité, pétrole et équipements frigorifiques. 4. Interdiction de tout mouvement direct ou indirect de capitaux vers l’étranger. 5. Répudiation des engagements financiers du pays, contractés dans le dos du peuple. 6. Interdiction de toute importation susceptible de concurrencer la production argentine. 7. Expropriation de l’oligarchie terrienne sans aucun type de compensation. 8. Établissement du contrôle ouvrier sur la production. 9. Abolition du secret commercial et contrôle public rigoureux sur les sociétés commerciales. 10. Planification de l’effort productif en fonction des intérêts de la Nation et du Peuple argentins, en fixant des lignes de priorités et en établissant des bornes minimales et maximales de production.
À partir de ce moment, Framini, par son attitude de loyauté vis-à-vis de Perón exilé, apparut comme l’antithèse du dirigeant syndical métallurgiste Augusto Timoteo Vandor, qui inclinait à se passer de la direction de Perón. Cet antagonisme se fera jour à nouveau en 1966, lorsque quelques responsables syndicaux emmenés par Vandor se rapprocheront du dictateur militaire Juan Carlos Onganía, au rebours d’une fraction dissidente au sein des 62 Organisations qui préconisait une opposition active à la dictature militaire.
Framini faisait partie du Commandement tactique péroniste, instance clandestine créée pour maintenir l’organisation à flot pendant les années où le péronisme était proscrit. Les autres membres en étaient John William Cooke, Augusto Vandor, Delia Parodi et María Granata.
Peu après, mais sous la présidence déjà d’Arturo Illia (1963-1966), c’est à Framini qu’il reviendra, en qualité de membre du Commandement tactique péroniste, d’annoncer publiquement, lors du rassemblement organisé sur la Plaza Miserere de Buenos Aires le 17 octobre 1964, le retour en Argentine de Juan Perón, programmé pour cette même année. Le gouvernement d’Illia cependant y fit obstacle, le chancelier Miguel Ángel Zavala Ortiz (qui avait participé en tant que pilote de guerre au bombardement de la place de Mai en juin 1955) entreprenant en effet des démarches auprès de la dictature militaire brésilienne, qui empêcha alors l’avion dans lequel voyageait Perón de décoller.
En février 1966, les 62 Organisations allèrent à la scission par suite du dessein de la fraction vandoriste de mettre en œuvre un « péronisme sans Perón ». Framini rejoignit la fraction antivandoriste, que dirigeait le secrétaire général de la CGT José Alonso et qui fut nommée Debout à côté de Perón (De Pie Junto a Perón), en référence au document par lequel la rupture fut actée. Le secteur antivandoriste rallia à sa cause plusieurs dirigeants syndicaux, comme Amado Olmos (personnel de santé) et Lorenzo Pepe (cheminots), de même que les dirigeants de gauche membres des 19 Organisations. Le vandorisme de son côté contre-attaqua en écartant Alonso comme secrétaire général de la CGT, et reçut l’appui de personnalités syndicales telles que Fernando Donaires, qui remplaça Alonso, Rogelio Coria (bâtiment) et Miguel Gazzera (pâtes alimentaires).
En 1968 Framini fut battu par Juan Carlos Laholaberry aux élections pour le poste de secrétaire général de l’Association ouvrière textile (AOT). En plein processus électoral, Framini simula son propre enlèvement, apparemment dans le but de se repositionner face à ce qu’il considérait être une fraude. Cependant, la tentative, qui ne fut pas exempte de quelques traits tragicomiques, fut mise au jour, principalement par des journalistes, plus particulièrement du journal Crónica, qui dès le début avait soupçonné une mise en scène. Víctor Proncet se saisira de cette affaire pour en faire le sujet de sa nouvelle La víctima, laquelle sera à son tour portée à l’écran, sous la forme d’un film censuré et jamais projeté commercialement, Los traidores de 1973, du metteur en scène Raymundo Gleyzer, qui sera victime de disparition forcée sous la dictature militaire en 1976,.

### Après 1968
L’activité publique de Framini se reduisit considérablement après qu’il eut été évincé de la présidence de l’AOT et à cause aussi de l’épisode de l’auto-enlèvement. S’il continua à agir dans la vie politique, ce ne sera plus désormais aux plus hautes positions.
En 1974, il fonda à l’intérieur du Parti justicialiste, conjointement avec Sebastián Borro, Dante Viel et Armando Cabo, l’Agrupación del Peronismo Auténtico, puis, peu après, en 1975, alors que Perón était déjà décédé, il se joignit au groupe fondateur du Parti péroniste authentique, parti grâce auquel la gauche péroniste, principalement la Jeunesse péroniste et les Montoneros, entendait juguler le pouvoir de l’ultradroitier José López Rega dans le Parti justicialiste. Cependant, Framini démissionna peu après, pour désaccord avec la direction.
Après le coup d’État militaire du 24 mars 1976, à l’origine de la dictature autodénommée Processus de réorganisation nationale, une brigade spéciale (grupo de tareas, GT, dans le jargon de l’époque) vint à son domicile pour l’appréhender, mais ne put le trouver. Framini dut ensuite vivre caché pendant plusieurs mois. Lui-même relata cet épisode comme suit :

« En 76, j’ai été sauvé par pure chance, car lorsqu’ils ont commis le coup d’État, le même jour, ils en ont tué quelques-uns, dont le major Alberte. Ils sont venus me chercher, à mon domicile. Je n’y étais pas, ni moi, ni mon épouse, par hasard. Ils sont montés par derrière, avec une échelle, ils ont ouvert à l’arrière, ils m’ont emporté quelques petites choses ― le principal était l’agenda ―, et j’ai dû disparaître. Ceci a eu pour conséquence que j’ai dû vendre ma maison et déménager à un autre endroit de la république. Et aujourd’hui il faut que je supporte que ma dame me dise : tout ça à cause de la politique ! »

En 1997, la Chambre des députés de la Nation le distingua, avec d’autres personnalités de l’histoire nationale, comme un des Mayores Notables de la Argentina.
Dans la décennie 1990, Framini se manifesta contre le gouvernement de Carlos Menem, de qui il dira en 1998 :

« Menem est arrivé avec un masque péroniste et s’est voué à tout corrompre sur son passage pour installer le modèle permettant d’en finir avec le pays. Il n’a rien laissé debout, tout a été liquidé ; nous avions déjà perdu la république et nous ne réagissions toujours pas. »

— Andrés Framini.
Enfin, dans les années 2000, Framini appuya, toutefois sans le rejoindre, le Polo Social, dirigé par le père Luis Farinello et comprenant l’avocat syndical Héctor Recalde, le socialiste Antonio Cartañá, la sociologue Olga Martín de Hammar, les responsables syndicaux Luis D'Elía et Francisco « Barba » Gutiérrez, et Humberto Tumini, entre autres.
Dans ses dernières années de vie, Andrés Framini se consacra principalement à témoigner sur les luttes sociales en Argentine, participant à des conférences-débats dans les syndicats, les organisations populaires et les partis politiques.

### Mort
Framini mourut le 9 mai 2001, dans des circonstances particulières. Ce jour-là, à l’âge de 86 ans, Framini assista à une cérémonie d’hommage à Eva Perón, dans le local du syndicat des travailleurs du secteur public (ATE) de la CTA, où il prononça un discours et assista à la projection du film Perón, sinfonía del sentimiento de Leonardo Favio. C’est alors qu’il fut frappé d’une attaque qui le laissa mort sur-le-champ. Ses restes furent veillés rue Quito et ensuite inhumés au cimetière de la Chacarita. Trois jours après, le député fédéral Juan Carlos Dante Gullo écrivit un article publié dans le journal Página/12 et intitulé Una muerte hermosa (Une belle mort), qui s’achève sur une opinion partagée par tous ceux qui ont connu Framini :

« Il mourut en luttant. Il mourut comme il l’aurait voulu. Il mourut comme il avait vécu. Une belle vie ! »

Au moment de sa mort, il ne touchait aucune pension de retraite et avait comme unique propriété un appartement d’une pièce et demie. Cinq jours après son décès, la Chambre des députés de la Nation lui rendit un hommage auquel s’associa l’ensemble des groupes parlementaires.